# Jagdpanzer 38 (t)
O Jagdpanzer 38 (Sd.Kfz. 138/2), mais tarde conhecido como Hetzer ("caçador"), foi um destruidor de tanques leve alemão da Segunda Guerra Mundial, com base no chassi do Panzer 38(t). O projeto foi inspirado pelo "Maresal", um destruidor de tanque de origem romena.
O Jagdpanzer 38 destinava-se a ser o mais rentável do que os projetos mais ambiciosos, como o Jagdpanther e o Jagdtiger. Usando um chassi comprovado, ele evitou os problemas mecânicos dos veículos blindados maiores.
O Jagdpanzer 38 se enquadram na categoria mais leve de destruidores de tanques alemães, que começaram com a Panzerjäger I, continuou com a série Marder e terminou com a Jagdpanzer 38. O canhão de 75 milímetros Pak 39 L/48 do Jagdpanzer 38 era uma versão modificada do 75 milímetros Stuk 40 L/48, usado nos canhões de assalto StuG III e StuG IV.
Com esta arma a Jagdpanzer 38 foi capaz de destruir quase todos os tipos de tanques Aliados ou soviéticos em serviço a longas distâncias (exceto tanques pesados), e sua blindagem totalmente fechada tornou um veículo mais seguro para tripulação do que a Marder II ou a Marder III.
O Jagdpanzer 38 foi um dos destruidores de tanques alemães mais comuns. Estava disponível em um número relativamente grande e foi geralmente mecanicamente confiável. Como alguns outros SPGs alemães utilizados no final da guerra, o Jagdpanzer 38 utilizava uma metralhadora de controle remoto que poderia ser disparada de dentro do veículo. Isto provou ser popular com as tripulações, embora para recarregar a arma, um tripulante era necessário à se expor ao fogo inimigo.

## Fotos

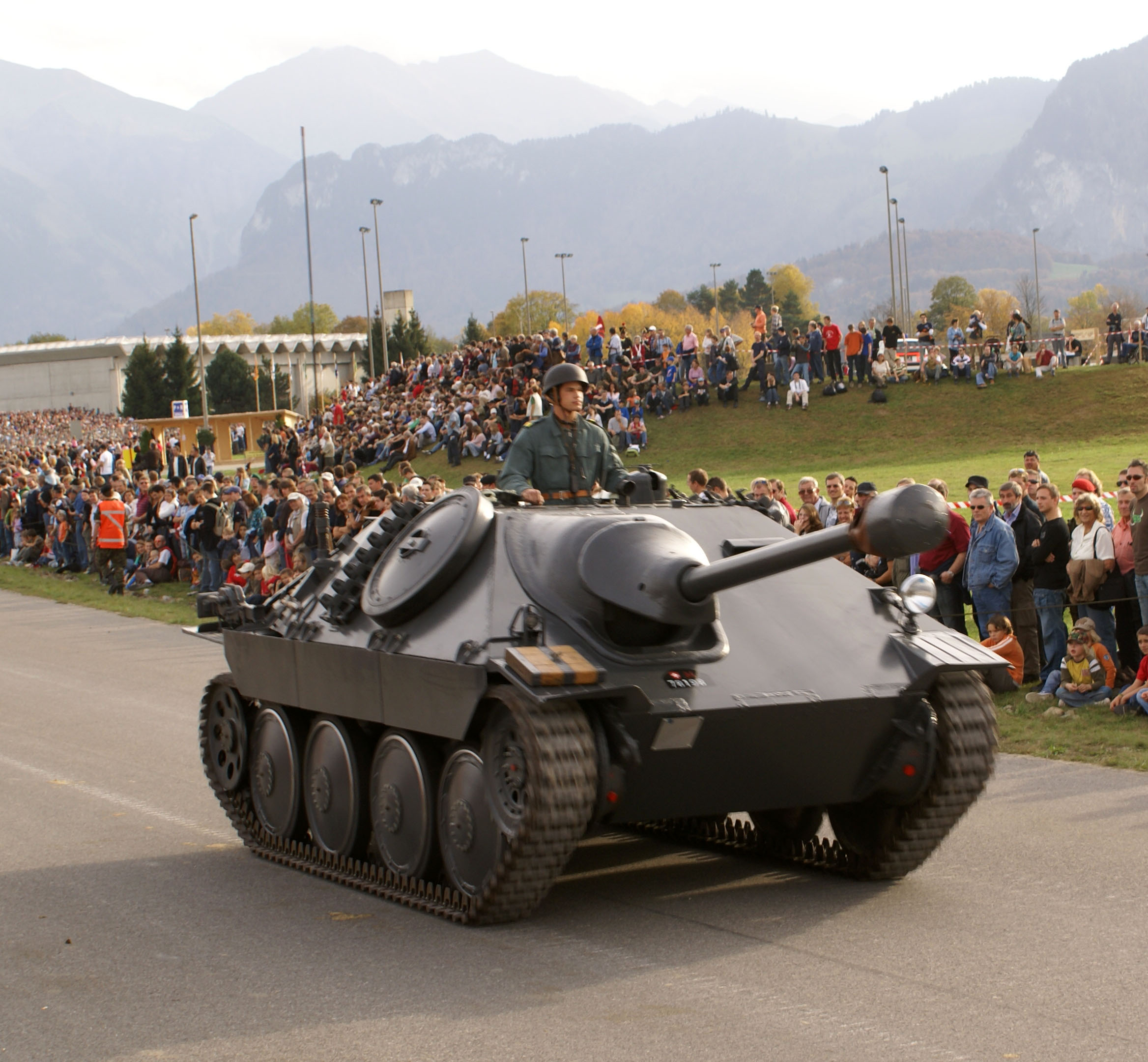
Hetzer suíço.
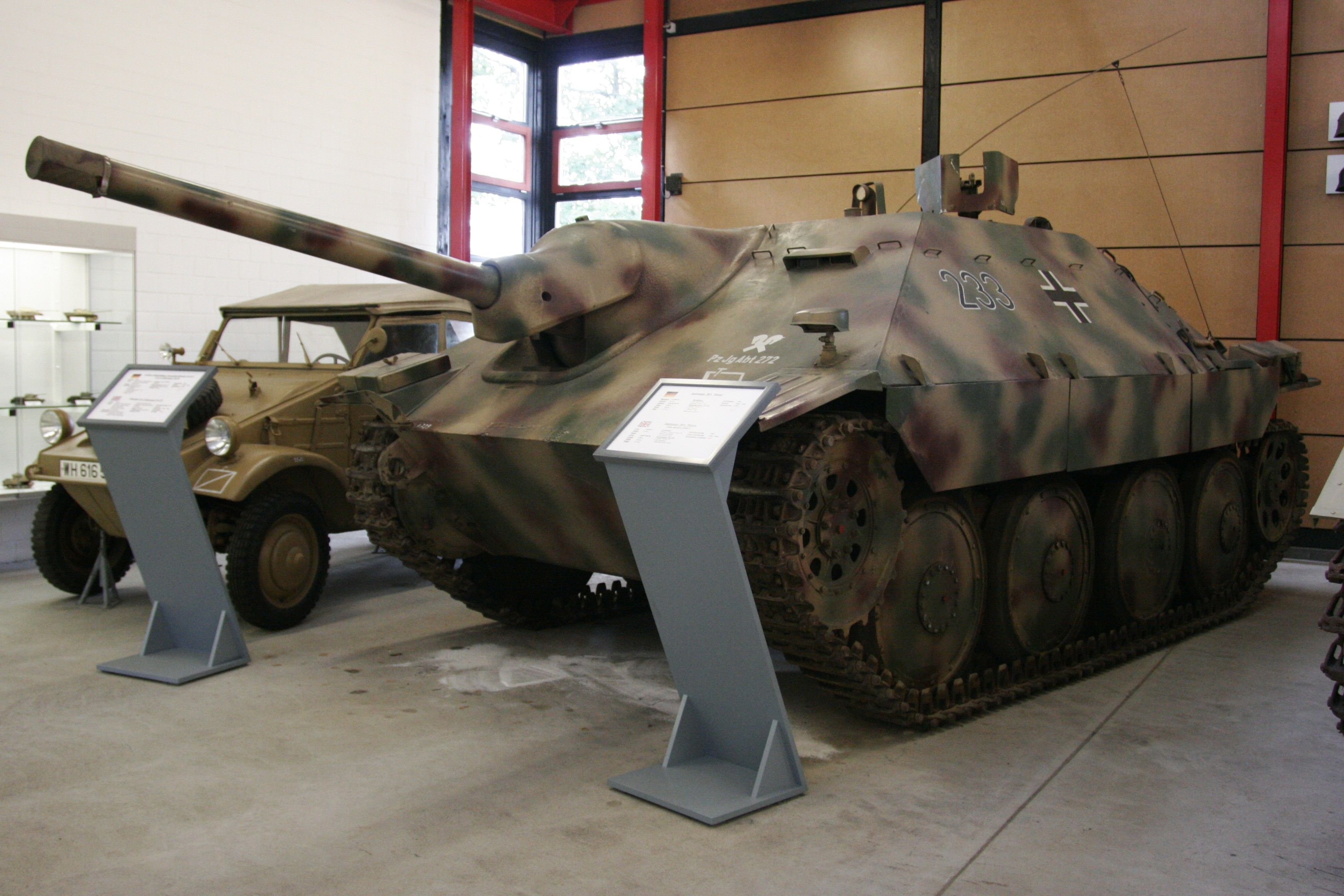
Um Hetzer em exposição.
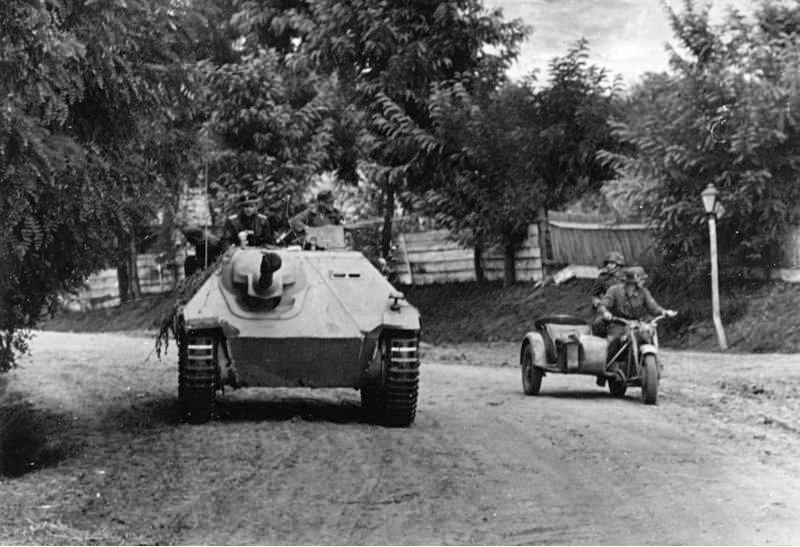
Um Hetzer sendo utilizado pela Hungria durante a Segunda Guerra Mundial.